# Armory Show
Ne doit pas être confondu avec The Armoury Show.
L'« Armory Show » (officiellement The International Exhibition of Modern Art) est une exposition internationale d'art moderne organisée par l'Association des peintres et sculpteurs américains (Association of American Painters and Sculptors), qui s'est tenue à New York du 17 février au 15 mars 1913.
Itinérante, cette grande exposition collective fut ensuite remontée dans un format réduit à l'Art Institute of Chicago, du 24 mars au 16 avril, en enfin à Boston, au siège de la Copley Society of Art, du 28 avril au 19 mai.
L'International Exhibition of Modern Art attire, au total, plus de 250 000 visiteurs. Elle fait date dans l'histoire américaine car elle est la première exposition de ce genre et permit l'affirmation d'un nouveau courant pictural, le réalisme américain.

## Historique

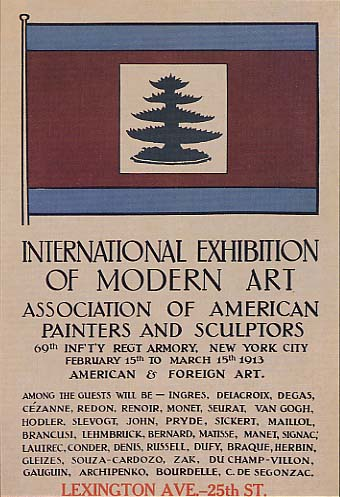
Affiche officielle de l'exposition, montrant le drapeau de l'association comportant un pin, symbolisant l'esprit d'indépendance de ses organisateurs (New York, 1913).

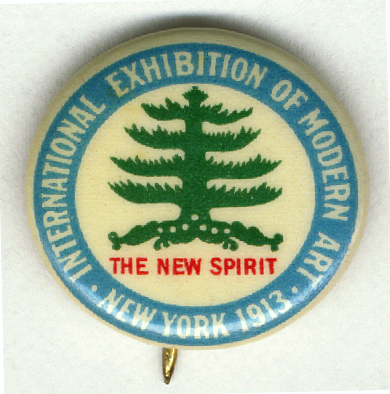
Bouton-cravate offert aux visiteurs et portant le slogan The New Spirit (1913, Smithsonian Institution).

### Origines et mise en place
Son surnom — « Armory Show » — sert à qualifier uniquement la première exposition, celle de Manhattan (New York), qui se tint entre la 25e Rue et le 68 Lexington Avenue, dans le bâtiment de l'« Infantry Regiment Armory », c'est-à-dire l'armurerie du premier bataillon de la Garde nationale — le 69th Regiment Armory — de New York qui prêtait alors ses locaux.
En 1911, trois peintres américains, Jerome Myers, Elmer Livingston MacRae (en) et Walt Kuhn, se retrouvent à la Madison Gallery située à New York et dirigée par le peintre Henry Fitch Taylor (en) : ensemble ils décident de former l’Association of American Painters and Sculptors. Ils s'étaient connus fin 1910 en formant The Pastellists (en), groupe dirigé par Leon Dabo. Peintre professionnel, Myers avait vécu un temps à Paris en 1896 et était influencé par l'impressionnisme ; MacRae pratiquait un style réaliste mais vouait une admiration au japonisme ; Kuhn rentrait d'Europe où il avait passé plusieurs années entre Paris, Barbizon et Munich, au contact des nouveaux courants artistiques émergents. Cette association a pour but d'organiser des expositions d'art contemporain, afin de contourner les règlements trop restrictifs de la National Academy of Design. Après plusieurs réunions, au cours desquelles ils se connectent avec un groupe de huit artistes dissidents réunis autour de Robert Henri, l'association est officiellement lancée le 19 décembre 1911.
Au cours de l'année 1912, les associés se mettent d'accord sur le nombre d'exposants et le lieu pour exposer les œuvres : le choix tombe sur l'immeuble du 68 Lexington Avenue qui comprend un vaste hall, grâce à l'appui financier de deux femmes mécènes, Gertrude Vanderbilt Whitney et Mabel Dodge Luhan, qui offrent dans un premier temps la somme de 5 000 dollars (soit près de 30 000 francs de l'époque). Un autre sponsor fut trouvé en la personne d'Alfred Stieglitz, photographe et propriétaire de la première galerie consacrée à l'art photographique ; les collectionneuses Isabella Stewart Gardner et Lillie P. Bliss (en) rejoignirent également le cercle des donateurs, qui s'étendit bientôt à des artistes français de stature internationale comme Claude Monet, Odilon Redon et Auguste Renoir. Toutes ces personnes ne se contentèrent pas de donner de l'argent : elles mirent à la disposition des organisateurs leurs œuvres — les prêtant pour être exposées — et leurs réseaux.
Le choix de la présidence de l'association se porta sur Arthur Bowen Davies qui connaissait bien l'Europe. Durant l'été 1912, Walt Kuhn décide d'entreprendre une « tournée de prospection » sur le Vieux Continent, alléché par différents catalogues d'expositions de dimension internationale comme celui de la Sonderbund de Cologne, qui, depuis 1909, perpétuait l'esprit sécessionniste né à Munich quelques années plus tôt. Sur place, Kuhn noua d'importants contacts à La Haye, Amsterdam, Munich, et Berlin où Max Liebermann, Alfred Flechtheim et Paul Cassirer proposèrent leurs conseils. En octobre, Kuhn est à Londres, il contacte Davies en renfort et les deux hommes visitent les Grafton Galleries où se tient la « Deuxième Exposition sur les post-impressionnistes » organisée par Roger Fry. À Paris, Kuhn et Davies croisent les Américains Alfred Henry Maurer, Jo Davidson et Walter Pach qui assurèrent le relais avec les artistes, galeries et collectionneurs français. Ce fut Pach, qui fréquentait Gertrude et Leo Stein depuis 1907, qui établit le contact avec Henri Matisse et Marcel Duchamp, et plus globalement, avec tous les tenants de la Section d'or, qu'il connaissait personnellement. La plupart des artistes européens contactés avaient manifesté leur enthousiasme. Pablo Picasso, approché par Pach, confia à ce dernier une liste d'artistes à inviter : sur ce document conservé à la Smithsonian Institution, l'on trouve les noms de Juan Gris, Jean Metzinger, Gleizes, Fernand Léger, Duchamp, Robert Delaunay, Henri Le Fauconnier, Marie Laurencin, Roger de La Fresnaye et Braque, soit la plupart des tenants du cubisme français.
Ce ne fut que fin novembre, de retour à New York, que l'association commença à contacter des artistes américains. Davies dessina un drapeau pour servir à la fois d'emblème et de logo : il s'était inspiré du Pine Tree Flag (drapeau au pin) qui avait été celui des insurgés durant les premières années de la Guerre d'indépendance américaine. On fit imprimer un avant-programme à 50 000 exemplaires, des cartes postales, des affiches et aussi des boutons-cravates reprenant le logo. On estima l'ouverture de l'exposition possible en février 1913, et qu'elle serait itinérante, avec Chicago et Boston comme étapes incontournables.
La plupart des membres fondateurs se retrouvèrent en 1916 pour former la Society of Independent Artists.

### L'exposition de New York

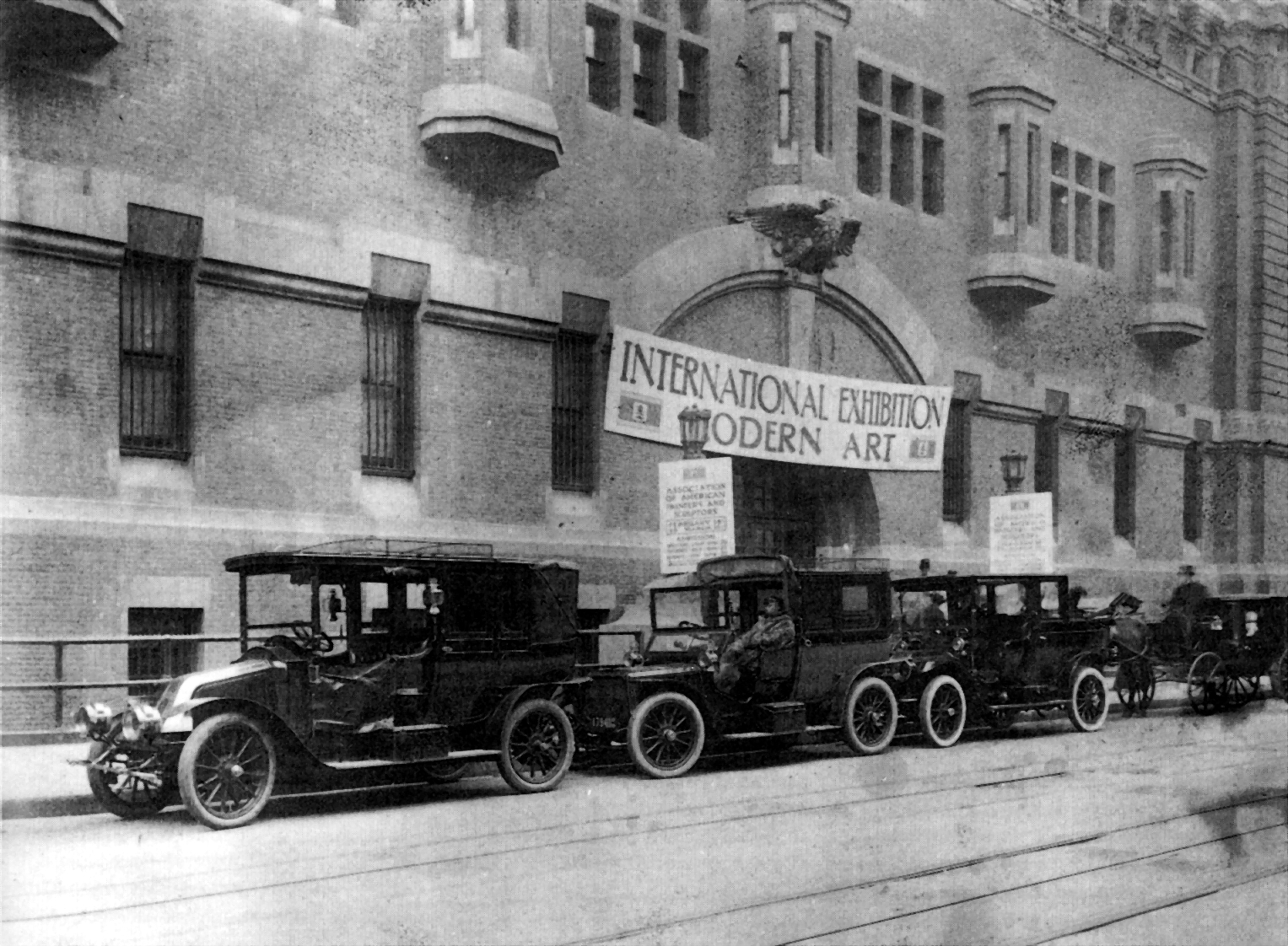
Entrée de l'exposition

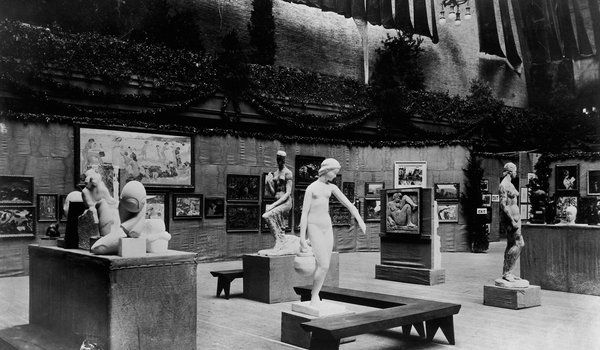
Intérieur de l'exposition

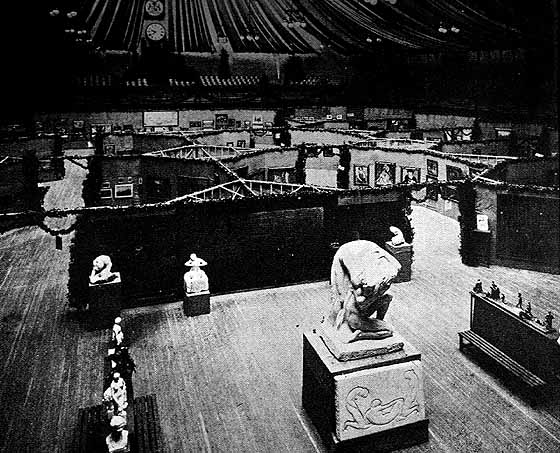
Intérieur de l'exposition

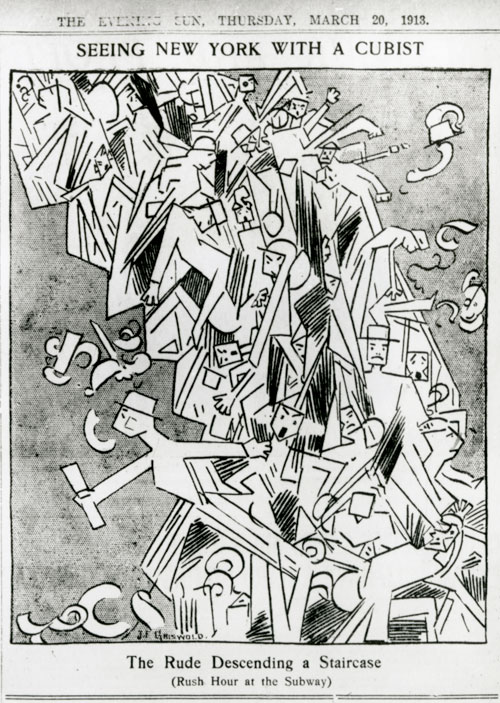
« The Rude descending a staircase (rush hour in the subway) » par J. F. Griswold, caricature parue dans The Evening Sun du 20 mars 1913.

Le vernissage se tient le 17 février 1913. L'exposition présente au public 1 250 peintures, sculptures et travaux d'art pour un total de 300 artistes avant-gardistes européens et américains. Des travaux impressionnistes, fauvistes et cubistes y sont exposés. Sur la totalité, on trouve 399 peintures et 21 sculptures européennes, soit un peu moins du tiers.
Le hall de l'Armory, situé au rez-de-chaussée sur un seul niveau, est organisé en sections alphabétiques de A à R. Le plan proposé à l'entrée aux visiteurs s'exprime ainsi :
- Gallery A - American Sculpture and Decorative Art (sculpture et art décoratif américain) ;
- Gallery B - American Painting and Sculpture (peinture et sculpture américaine) ;
- Gallery C à F - American Painting (peinture américaine) ;
- Gallery G - English, Irish and German Paintings and Drawings (peintures et dessins anglais, irlandais et allemand) ;
- Gallery H à I - French Painting and Sculpture (peinture et sculpture française) ;
- Gallery J - French Paintings, Watercolors and Drawings (peintures, aquarelles et dessins français) ;
- Gallery K - French and American Water Colors, Drawings, etc. (aquarelles et dessins français, américains, etc.) ;
- Gallery L - American Water Colors, Drawings, etc. (aquarelles et dessins américains, etc.)
- Gallery M - American Paintings (peintures américaines) ;
- Gallery N - American Paintings and Sculpture (peintures et sculptures américaines) ;
- Gallery O - French Paintings (peintures françaises) ;
- Gallery P - French, English, Dutch and American Paintings (peintures française, anglaise, néerlandaise et américaine) ;
- Gallery Q - French Paintings (peintures françaises) ;
- Gallery R - French, English and Swiss Paintings (peintures française, anglaise et suisse).

Montées par Arthur Bowen Davies, les sections H et I proposent en fait une rétrospective historique de la peinture française du XIXe siècle, offrant un regard sur Ingres, Eugène Delacroix, Camille Corot, Gustave Courbet, Honoré Daumier et les tenants du symbolisme. Les autres sections consacrées aux artistes français font une large place aux impressionnistes et aux post-impressionnistes ; le programme en définitive montre que la France a une place centrale, toutefois largement ancrée dans une forme de réalisme. C'est bien aux marges de cette exposition, face aux représentations d'avant-garde, que le choc pour le public se produisit.
Parmi les œuvres jugées trop pessimistes ou déroutantes, le Nu descendant un escalier n°2 (Nude Descending a Staircase #2) de Marcel Duchamp, peinte l'année précédente, montrant le mouvement de façon décomposé : elle trouva pourtant un acheteur de San Francisco, le marchand d'art Frederick C. Torrey, pour 324 dollars. Les œuvres cubistes et futuristes troublèrent le public, les deux mouvements venaient d'éclore. Si Vassily Kandinsky est bien présent, aucune œuvre résolument abstraite ne figure cependant au catalogue. De même, à la lecture du catalogue, on remarque que sont absents les tenants du futurisme et une grande partie des sécessionnistes viennois.
La presse généralistes et les revues d'art ne restèrent pas insensibles à cet événement. Certains supports, ne se concentrant que sur l'avant-garde, pratiquèrent une sorte d'humour sarcastique à coup de caricature et de parodie, au fond assez potache. Une autre partie pratiqua l'anathème, accusant l'association d'immoralité, de favoriser l'anarchie, de façon à tourner l'exposition en dérision,. En visite, le président Theodore Roosevelt lui-même déclara à propos de l'Armory Show : « Ce n'est pas de l'art ! ». Cet emballement médiatique parfois vitupérant créa l'effet le plus inattendu qui soit. L'Armory Show, par le tapage qu'il provoqua, signa définitivement la naissance officielle de l'art moderne aux États-Unis, même si l'on parlait déjà d'art moderne depuis la fin du XIXe siècle, l'Arts & Crafts et l'Art nouveau avaient en effet essaimé en Amérique du Nord depuis longtemps. On y parlait des « modernistes », et le concept, bien que plus timidement qu'en Europe, avait percé. L'Armory Show fut en définitive l'endroit où s'affirma le réalisme américain d'où devaient émerger des figures comme Edward Hopper.
« Les cubistes et les futuristes ont tout simplement aboli l'art de peindre. Ils renient, non seulement toute forme de représentation d'après nature, mais également toute forme connue d'ornementation. S'ils ont vraiment mis dans ce qu'ils nous montrent toute leur âme, que Dieu les prenne en pitié ! Tout avait commencé avec les impressionnistes renonçant à faire appel au savoir classique des formes et des structures. L'étape suivante fut l'arrivée, avec les post-impressionnistes, d'une vague de révolte encore plus radicale. Jusqu'à Matisse, les révolutionnaires, enfin je crois, étaient plus ou moins sincères. Ils payaient leurs engagements, leurs convictions, de leurs vies : ils ne faisaient pas d'argent avec ça ; ils se suicidaient ou mourraient dans des asiles. Désormais, les artistes se sont emparés de la machine publicitaire et fabriquent de l'argent avec leur folie. »
— Kenyon Cox, in The New York Times, 16 mars 1913.
Au bilan, l'Armory Show accueillit plus de 75 000 visiteurs avec un record de 12 000 entrées payantes le dernier jour (15 mars). Deux jours après la clôture de l'exposition, Alfred Stieglitz invitait Marcel Duchamp et Francis Picabia à exposer dans sa galerie appelée « 291 » : en comparaison, cet événement resta confidentiel.

### Exposition de Chicago
L'exposition devait être accueillie dans les bâtiments de l'Art Institute of Chicago au 111 South Michigan Avenue : cependant, faute de place, le nombre d'œuvres passe à 634. Une partie des œuvres américaines est retirée, tandis que demeurent les modernistes. Inaugurée le 24 mars, close le 16 avril, cette exposition a en grande partie été orchestrée par l'avocat et critique Arthur T. Aldis (1861-1933), un adepte des tendances nouvelles, qui réussit à convaincre la directeur de l'Institut, plus que réticent. C'est lui qui fut le contact de Kuhn et Davies à la fin de l'année 1912 et c'est encore lui qui fit venir Arthur Dove, lors d'une exposition à la galerie de W. Scott Thurber en mars 1912. Aldis, s'il ne put faire rentrer Dove dans l'exposition de Chicago, parvint, en dépit du manque d'espace, à faire exposer les travaux d'inspiration géométrique de Manierre Dawson (en). C'est aussi à Chicago que Marcel Duchamp vendit deux peintures, dont une au collectionneur Arthur Jerome Eddy ; celui-ci possédait déjà un tableau d'Arthur Dove, il en acheta au total 35.
La population de Chicago, intriguée par la publicité tapageuse qu'avait connu l'exposition de New York, se précipita pour la voir. Une nouvelle campagne de promotion, proposant l'entrée gratuite pour certains jours entraîna un nombre de visiteurs record. En 23 jours, il y eut 188 560 visiteurs, représentant une fréquentation quotidienne moyenne d'environ 8 200 personnes. Pourtant, la presse généraliste eut la dent dure : le Chicago Tribune écrivit à propos du cubisme que « les nus [ainsi peints] pervertissent l'idéal de perfection physique, ils oblitèrent la ligne qui a ici et là permis de distinguer ce qui est artistique et ce qui ne l'est pas, ils établissent une confusion entre le beau et l'obscène, et encouragent les sentiments de dégoût et d'aversion. » Enfin, la ligue des étudiants Low and Order de l'université de l'Illinois s'acharna sur l'exposition au point de venir, sur le parvis de l'Institut, face aux publics, brûler des affiches représentant Matisse, Constantin Brancusi, Pach et Kuhn.

### Exposition de Boston

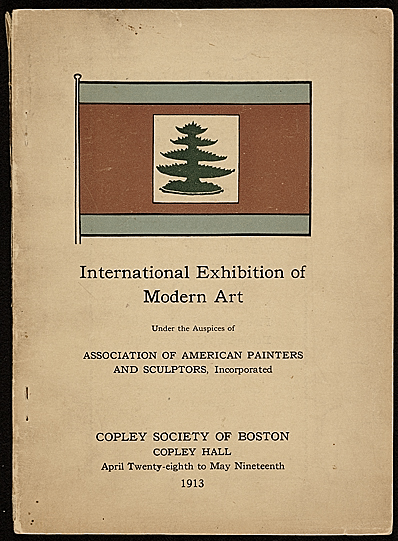
Couverture du catalogue de Boston (avril 1913).

À Boston, l'exposition est réduite à 250 œuvres pour la plupart des pièces étrangères : elle a lieu du 28 avril au 19 mai dans les locaux de la Copley Society of Art situés 158 Newbury Street. Le catalogue est préfacé par Frederick James Gregg (?-1928), qui était chargé des relations publiques de l'Association et qui connaissait bien les membres de la Ash Can School. Walt Kuhn estima que ce fut la meilleure exposition des trois. Les publics restèrent plutôt calmes, ainsi que la presse, l'engagement financier fut largement couvert par l'absence de charges liées à la publicité et aux assurances. Puis d'autres villes réclamèrent elles aussi cette exposition, mais l'Association décida de mettre fin à l'aventure.
L'Armory Show est considéré aujourd'hui comme étant une exposition majeure, et un événement crucial dans l'histoire de l'art américain. En 1993, un nouvel Armory Show fut organisé à Manhattan, au même endroit.

## Artistes représentés
Sur 300 artistes représentés à l'exposition de Manhattan, il y a une très large majorité d'Américains. Un peu moins de 20 % des artistes sont des femmes et la plupart ont été oubliées,. Parmi les nationalités représentées, on trouve des Français, des Anglais, des Irlandais, des Allemands, des Espagnols, des Italiens, des Néerlandais et des Suisses.
Une grande partie de l'exposition newyorkaise fait une place significative à des œuvres d'artistes disparus, notamment en rendant hommage aux différents courants de la peinture française de la deuxième moitié du XIXe siècle. On trouve ainsi des œuvres de : Paul Cézanne, Pierre Puvis de Chavannes, Camille Corot, Gustave Courbet, Honoré Daumier, Edgar Degas, Eugène Delacroix, Georges Dufrénoy, Paul Gauguin, Vincent van Gogh, Ingres, Édouard Manet, Adolphe Monticelli, Camille Pissarro, Theodore Robinson, Henri Rousseau, Toulouse-Lautrec, Georges Seurat, Alfred Sisley, et Whistler. La présence de travaux de Goya s'explique en partie par la très forte demande de la part des collectionneurs américains de ses gravures.
Voir la liste des artistes exposés de leur vivant à New York, Chicago et Boston en 1913.